# Gran Premio motociclistico del Qatar 2020
Il Gran Premio motociclistico del Qatar 2020 è stato la prima prova su quindici del motomondiale 2020 ed è stato disputato l'8 marzo sul circuito di Losail. 
A causa dell'emergenza sanitaria di inizio anno, la prova non ha visto in gara la MotoGP; le vittorie nelle due classi che hanno gareggiato sono andate rispettivamente a: Tetsuta Nagashima in Moto2 e Albert Arenas in Moto3. La vittoria di Arenas è anche la centesima vittoria per il costruttore KTM nel contesto del motomondiale.

## Moto2

### Arrivati al traguardo
| Pos. | Nº | Pilota                | Squadra                  | Motocicletta | Giri | Tempo     | Griglia | Punti |
| ---- | -- | --------------------- | ------------------------ | ------------ | ---- | --------- | ------- | ----- |
| 1º   | 45 | Tetsuta Nagashima     | Red Bull KTM Ajo         | Kalex        | 20   | 40'00.192 | 14º     | 25    |
| 2º   | 7  | Lorenzo Baldassarri   | Flexbox HP 40            | Kalex        | 20   | +1,347    | 9º      | 20    |
| 3º   | 33 | Enea Bastianini       | Italtrans Racing         | Kalex        | 20   | +1,428    | 3º      | 16    |
| 4º   | 16 | Joe Roberts           | American Racing          | Kalex        | 20   | +1,559    | 1º      | 13    |
| 5º   | 87 | Remy Gardner          | Onexox TKKR SAG          | Kalex        | 20   | +1,901    | 6º      | 11    |
| 6º   | 9  | Jorge Navarro         | Beta Tools Speed Up      | Speed Up     | 20   | +2,381    | 4º      | 10    |
| 7º   | 23 | Marcel Schrötter      | Liqui Moly Intact GP     | Kalex        | 20   | +4,490    | 13º     | 9     |
| 8º   | 44 | Arón Canet            | Aspar Team               | Speed Up     | 20   | +4,703    | 16º     | 8     |
| 9º   | 97 | Xavi Vierge           | Petronas Sprinta Racing  | Kalex        | 20   | +7,118    | 10º     | 7     |
| 10º  | 12 | Thomas Lüthi          | Liqui Moly Intact GP     | Kalex        | 20   | +8,904    | 18º     | 6     |
| 11º  | 64 | Bo Bendsneyder        | NTS RW Racing GP         | NTS          | 20   | +9,730    | 5º      | 5     |
| 12º  | 72 | Marco Bezzecchi       | SKY Racing Team VR46     | Kalex        | 20   | +11,410   | 7º      | 4     |
| 13º  | 21 | Fabio Di Giannantonio | Beta Tools Speed Up      | Speed Up     | 20   | +12,701   | 11º     | 3     |
| 14º  | 96 | Jake Dixon            | Petronas Sprinta Racing  | Kalex        | 20   | +12,717   | 20º     | 2     |
| 15º  | 62 | Stefano Manzi         | MV Agusta Forward Racing | MV Agusta F2 | 20   | +16,208   | 21º     | 1     |
| 16º  | 57 | Edgar Pons            | Federal Oil Gresini      | Kalex        | 20   | +16,256   | 17º     |       |
| 17º  | 40 | Héctor Garzó          | Flexbox HP 40            | Kalex        | 20   | +16,869   | 23º     |       |
| 18º  | 11 | Nicolò Bulega         | Federal Oil Gresini      | Kalex        | 20   | +16,932   | 15º     |       |
| 19º  | 55 | Hafizh Syahrin        | Aspar Team               | Speed Up     | 20   | +19,639   | 25º     |       |
| 20º  | 88 | Jorge Martín          | Red Bull KTM Ajo         | Kalex        | 20   | +20,662   | 8º      |       |
| 21º  | 24 | Simone Corsi          | MV Agusta Forward Racing | MV Agusta F2 | 20   | +27,291   | 28º     |       |
| 22º  | 27 | Andi Farid Izdihar    | Idemitsu Honda Team Asia | Kalex        | 20   | +34,514   | 26º     |       |
| 23º  | 2  | Jesko Raffin          | NTS RW Racing GP         | NTS          | 20   | +34,664   | 22º     |       |
| 24º  | 19 | Lorenzo Dalla Porta   | Italtrans Racing         | Kalex        | 20   | +45,850   | 27º     |       |
| 25º  | 35 | Somkiat Chantra       | Idemitsu Honda Team Asia | Kalex        | 19   | + 1 giro  | 19º     |       |

### Ritirati
| Nº | Pilota                      | Squadra              | Motocicletta | Giri | Griglia |
| -- | --------------------------- | -------------------- | ------------ | ---- | ------- |
| 10 | Luca Marini                 | SKY Racing Team VR46 | Kalex        | 19   | 2º      |
| 99 | Kasma Daniel Bin Kasmayudin | Onexox TKKR SAG      | Kalex        | 8    | 29º     |
| 37 | Augusto Fernández           | EG 0,0 Marc VDS      | Kalex        | 2    | 12º     |
| 42 | Marcos Ramírez              | American Racing      | Kalex        | 1    | 24º     |

## Moto3
Al termine della gara Jaume Masiá, Gabriel Rodrigo, Jeremy Alcoba, Raúl Fernández e Tony Arbolino sono stati penalizzati di una posizione per aver superato il limite regolare della pista.

### Arrivati al traguardo
| Pos. | Nº | Pilota             | Squadra                       | Motocicletta  | Giri | Tempo     | Griglia | Punti |
| ---- | -- | ------------------ | ----------------------------- | ------------- | ---- | --------- | ------- | ----- |
| 1º   | 75 | Albert Arenas      | Aspar Team Gaviota            | KTM RC 250 GP | 18   | 38'08.941 | 3º      | 25    |
| 2º   | 17 | John McPhee        | Petronas Sprinta Racing       | Honda NSF250R | 18   | +0,053    | 9º      | 20    |
| 3º   | 79 | Ai Ogura           | Honda Team Asia               | Honda NSF250R | 18   | +0,344    | 5º      | 16    |
| 4º   | 5  | Jaume Masiá        | Leopard Racing                | Honda NSF250R | 18   | +0,247    | 6º      | 13    |
| 5º   | 24 | Tatsuki Suzuki     | SIC58 Squadra Corse           | Honda NSF250R | 18   | +0,789    | 1º      | 11    |
| 6º   | 2  | Gabriel Rodrigo    | Kömmerling Gresini            | Honda NSF250R | 18   | +0,426    | 13º     | 10    |
| 7º   | 52 | Jeremy Alcoba      | Kömmerling Gresini            | Honda NSF250R | 18   | +0,559    | 11º     | 9     |
| 8º   | 12 | Filip Salač        | Rivacold Snipers              | Honda NSF250R | 18   | +0,823    | 20º     | 8     |
| 9º   | 7  | Dennis Foggia      | Leopard Racing                | Honda NSF250R | 18   | +0,964    | 19º     | 7     |
| 10º  | 25 | Raúl Fernández     | Red Bull KTM Ajo              | KTM RC 250 GP | 18   | +0,834    | 2º      | 6     |
| 11º  | 11 | Sergio García      | Estrella Galicia 0,0          | Honda NSF250R | 18   | +1,261    | 14º     | 5     |
| 12º  | 53 | Deniz Öncü         | Red Bull KTM Tech 3           | KTM RC 250 GP | 18   | +1,485    | 8º      | 4     |
| 13º  | 21 | Alonso López       | Sterilgarda Max Racing Team   | Husqvarna     | 18   | +1,602    | 25º     | 3     |
| 14º  | 27 | Kaito Toba         | Red Bull KTM Ajo              | KTM RC 250 GP | 18   | +2,790    | 12º     | 2     |
| 15º  | 14 | Tony Arbolino      | Rivacold Snipers              | Honda NSF250R | 18   | +2,575    | 10º     | 1     |
| 16º  | 16 | Andrea Migno       | SKY Racing Team VR46          | KTM RC 250 GP | 18   | +3,180    | 7º      |       |
| 17º  | 55 | Romano Fenati      | Sterilgarda Max Racing Team   | Husqvarna     | 18   | +5,802    | 18º     |       |
| 18º  | 92 | Yuki Kunii         | Honda Team Asia               | Honda NSF250R | 18   | +5,829    | 15º     |       |
| 19º  | 71 | Ayumu Sasaki       | Red Bull KTM Tech 3           | KTM RC 250 GP | 18   | +6,109    | 21º     |       |
| 20º  | 6  | Ryusei Yamanaka    | Estrella Galicia 0,0          | Honda NSF250R | 18   | +8,457    | 27º     |       |
| 21º  | 99 | Carlos Tatay       | Reale Avintia Racing          | KTM RC 250 GP | 18   | +8,480    | 17º     |       |
| 22º  | 82 | Stefano Nepa       | Aspar Team Gaviota            | KTM RC 250 GP | 18   | +16,240   | 22º     |       |
| 23º  | 9  | Davide Pizzoli     | BOE Skull Rider Facile Energy | KTM RC 250 GP | 18   | +21,450   | 24º     |       |
| 24º  | 54 | Riccardo Rossi     | BOE Skull Rider Facile Energy | KTM RC 250 GP | 18   | +26,209   | 23º     |       |
| 25º  | 50 | Jason Dupasquier   | CarXpert PrüstelGP            | KTM RC 250 GP | 18   | +26,412   | 29º     |       |
| 26º  | 89 | Khairul Idham Pawi | Petronas Sprinta Racing       | Honda NSF250R | 18   | +28,189   | 31º     |       |
| 27º  | 73 | Maximilian Kofler  | CIP Green Power               | KTM RC 250 GP | 18   | +28,517   | 26º     |       |
| 28º  | 13 | Celestino Vietti   | SKY Racing Team VR46          | KTM RC 250 GP | 18   | +32,106   | 16º     |       |
| 29º  | 60 | Dirk Geiger        | CarXpert PrüstelGP            | KTM RC 250 GP | 18   | +41,931   | 28º     |       |

### Ritirati
| Nº | Pilota             | Squadra             | Motocicletta  | Giri | Griglia |
| -- | ------------------ | ------------------- | ------------- | ---- | ------- |
| 40 | Darryn Binder      | CIP Green Power     | KTM RC 250 GP | 17   | 4º      |
| 20 | José Julián García | SIC58 Squadra Corse | Honda NSF250R | 13   | 30º     |